# Leopold von Sedlnitzky
Leopold von Sedlnitzky (Geppersdorf, Szilézia, 1787. július 29. – Berlin, 1871. március 25.) német római katolikus főpap, később buzgó protestáns.

## Élete
1811-ben szentelték pappá és a boroszlói káptalan tagja lett, 1835-ben pedig boroszlói hercegprímás. A vegyes házasságok ügyében a porosz kormány és a pápai udvar között kitört harcban nem akart az államhatalommal összetűzni és a vegyes házasok összeadásánál a régi gyakorlattól eltérni, vagyis a túlzó katolikus párthoz csatlakozni. Főpapi állásáról lemondott, Berlinbe tette át lakását, ahol IV. Frigyes Vilmosnak valóságos belső titkos tanácsosa és az állami tanács tagja lett, és ahol 1863-ban a Biblia és Luther Márton iratainak tanulmányozása folytán a protestáns egyházba áttért. Vagyonából Berlinben protestáns teológusok számára szemináriumot alapított, ezen kívül itt is, Boroszlóban is több protestáns tan- és nevelőintézet számára jelentékeny adományokat nyújtott.